# Javorná
Javorná är ett berg i Tjeckien.   Det ligger i regionen Plzeň, i den sydvästra delen av landet, 130 km sydväst om huvudstaden Prag. Toppen på Javorná är 1 098 meter över havet, eller 128 meter över den omgivande terrängen. Bredden vid basen är 2,3 km.
Terrängen runt Javorná är huvudsakligen kuperad. Trakten runt Javorná är nära nog obefolkad, med mindre än två invånare per kvadratkilometer. Närmaste större samhälle är Sušice, 14,7 km öster om Javorná. I omgivningarna runt Javorná växer i huvudsak barrskog.